# Retak Mudik
Retak Mudik is een bestuurslaag in het regentschap Muko-Muko van de provincie Bengkulu, Indonesië. Retak Mudik telt 890 inwoners (volkstelling 2010).